# Саобраћај у Мађарској

Мађарска се налази у средишњем делу Панонске низије, па је изразито равничарска земља, што погодује развоју свих видова саобраћаја. Друга важна особина земље значајна за саобраћај је да је Мађарска подунавска земља.

Мађарска има развијен друмски, железнички, ваздушни и водени саобраћај. Будимпешта, као престоница државе, до те мере је значајан чвор у државној саобраћајној мрежи, да се каже да „сви путеви воде до Будимпеште“.

## Железнички саобраћај
Погледати: Мађарске државне железнице
Укупна дужина железничке мреже у Мађарској је 7.606 km (1998. године), од чега је око 97% стандардне ширине колосека. Електрифицирано је 2.270 km железнице, а дужина пруга са двојним колосеком је 1.236 km. Ово говори о развијености железничке мреже и може се рећи да свако значајније место у земљи има железничку станицу ивезу железницом.

Главни саобраћајни чвор је Будимпешта са три велике железничке станице: Келети, Њугати и Дели. Други по важности железнички чвор у земљи је Солнок. Најважније железничке пруге крећу од Будимпеште у следећим правцима:
- ка југу - за Кечкемет и Србију
- ка југоистоку - за Сегедин и Румунију
- ка истоку - за Дебрецин и Украјину
- ка североистоку - за Мишколц и источну Словачку
- ка северу - за Вац и средишњу Словачку
- ка северозападу - за Ђер, Беч и Братиславу
- ка западу - за Секешфехервар, Балатон и Словенију
- ка југозападу - за Печуј и Хрватску

Будимпешта је такође једини град у Мађарској са градском железницом и са метро системом, једним од најстаријих у свету (погледати: Будимпештански метро). Будимпешта има и развијену трамвајску мрежу, а поред престонице трамвајску мрежу имају и градови Мишколц, Сегедин и Дебрецин. Некада је било више мађарских градова са трамвајским певозом, али су они у међувремену замењени аутобусима.

Железничка веза са суседним земљама:
- Србија - да
- Румунија - да
- Украјина - да, уз промену ширине колосека
- Словачка - да
- Аустрија - да
- Словенија - да
- Хрватска - да

## Друмски саобраћај
Погледати: Ауто-путеви у Мађарској
Укупна дужина друмских путева у Мађарској је 188.490 km, од чега је са чврстом подлогом 81.950 km. Дужина ауто-путева тренутно износи 1013 km (2007. године), али се у наредним годинама очекује брза изградња нових деоница. 
Данашњи државни ауто-путеви и они који ће бити изграђени у блиској будућности повезују престоницу Будимпешту са ободом земље и престоницама суседних земаља. Они се углавном пружају трасама Европских коридора, а носе двозначне називе „М+број“.
Најважнији државни ауто-путеви су:
- М0, кружни ауто-пут ("прстен") око Будимпеште, на којег се прикључују сви остали важни ауто-путеви који везују престоницу са остатком земље и иностранством, укупна дужина 101 km, савремени ауто-пут је изграђен јужном половином прстена, док ће се преостала половина завршити до 2014. године.
- М1, Будимпешта - Татабања - Ђер - Мосонмађаровар - граница са Аустријом, ка Бечу, укупна дужина 156 km, савремени ауто-пут целом дужином.
- М15, Мосонмађаровар (веза на М1) - граница са Словачком, ка Братислави, укупна дужина 15 km, савремени ауто-пут целом дужином.
- М2, Будимпешта - Вац - Шалготарјан - граница са Словачком, савремени ауто-пут од Будимпеште до Ваца у дужини од 20 .
- М3, Будимпешта - Полгар - Њиређхаза - граница са Украјином, укупна дужина 230 , савремени ауто-пут од Будимпеште до Њиређхазе.
- М30, Полгар (веза на М3) - Мишколц - граница са Словачком, савремени ауто-пут до Мишколца на дужини од 25 km.
- М35, Полгар (веза на М3) - Дебрецин - граница са Румунијом, савремени ауто-пут до Дебрецина на дужини од 35 km.
- М5, Будимпешта - Кечкемет - Сегедин - граница са Србијом, укупна дужина 174 km, савремени ауто-пут целом дужином.
- М6, Будимпешта - Дунаујварош - Сексард - Печуј - граница са Хрватском, укупна дужина 212 km, савремени ауто-пут на деоници Будимпешта - Дунаујварош у дужини од 54 km, деоница Дунаујварош - Сексард у изградњи.
- М7, Будимпешта - Секешфехервар - Балатон - Нађкањижа - граница са Хрватском, укупна дужина 230 , савремени ауто-пут највећим делом изграђен, у изградњи последња деоница до хрватске границе у дужини од 20 .
- М70, Нађкањижа (веза на М7) - граница са Словачком, укупна дужина 20 km, савремени ауто-пут целом дужином, завршен 2006. године.
- М8, Секешфехервар (веза на М7) - Веспрем - граница са Аустријом, планирана изградња.
- М9, Сексард - Капошвар - Нађкањижа - Сомбахтељ - Шопрон - граница са Аустријом, планирана изградња.

За више обавештења о аутпутевима у Мађарској: Motorway information (на енглеском језику)

## Водени саобраћај
Мађарска је континентна земља и стога нема поморских лука. Од лука у околним земљама највећи значај за њену привреду има лука Ријека у Хрватској. Са друге стране, речни саобраћај је развијен и међународног је значаја. Дужина речних водених путева у Мађарској је 1373 km (1997. године). 
Најважнији водени пут у земљи је река Дунав, важан паневропски пловни пут (Коридор 7) који повезује средњу Европу са облашћу Црног мора и Балкана. Важне луке на Дунаву су: Будимпешта, Баја и Дунаујварош. Дунав је такође важна туристичка маршрута у Мађарској и данас је све више марина и других туристичких садржаја дуж његових обала. Поред Дунава пловна је и рекаТиса, а постоје и пловни канали.

## Гасоводи и нафтоводи
Нафтовод: Дужина токова је 1.204 км (1991. године).
Гасовод: Дужина токова је 4.387 км (1991. године).

## Ваздушни транспорт
У Мађарској постоји 45 званично уписаних аеродрома, од којих је 16 са чврстом подлогом. 5 аеродрома у држави има а IATA код (IATA Airport Code) и, самим тим, међународни значај. То су:
- Међународни аеродром „Ферихеђ“ у Будимпешти - BUD
- Међународни аеродром „Дебрецин“ у Дебрецину - DEB
- Међународни аеродром „Шармелек“ код Балатона - SOB
- Међународни аеродром „Пер“ у Ђеру - QGY
- Међународни аеродром „Погањ“ у Печују - PEV

Највећи и најважнији аеродром у земљи је будимпештански Међународни аеродром „Ферихеђ“, удаљен 16 km југоисточно од града. То је био и једини државни аеродром до 1994. године. Због свог изваредног положаја овај аеродром је и важан регионални саобраћајни чвор. Други по значају аеродром је Међународни аеродром „Шармелек“, који је највише окренут туризму на Балатону. Аеродроми у Ђеру, Дебрецину и Печују су пред отварањем.
У Мађарској су званично уписана и 5 хелиодрома (1999. године).